# Ragnar Grahn
Ragnar Grahn, född 19 december 1930, död 23 februari 2021, var en svensk läroboksförfattare, docent och universitetslektor i mekanik.

## Biografi
Grahn studerade vid Stockholms universitet och blev fil.mag. 1954 och fil.lic. 1959. Som elev till professor Oskar Klein disputerade han 1962 i teoretisk fysik med en avhandling som gav exempel på möjligheten att med den teoretiska fysikens metoder behandla kvantkemiska problem som traditionellt hänförts till kemins område.
Grahn kom 1963 till Chalmers som universitetslektor i mekanik, och var verksam där fram till sin pensionering 1995. Han kom att engagera sig i flera pedagogiska projekt för att förbättra utbildningen i mekanik, vilket bland annat resulterade i läromedel som getts ut i flera upplagor. Han kom även att verka som gymnasieinspektör vid Skolöverstyrelsen, och verkade för att intressera kvinnliga elever för tekniska ämnen.